# 网萼木
网萼木（学名：Platostoma coloratum）为唇形科仙草属下的一个种。

## 分布
本种分布于喜马拉雅至中国南部一带，包括中国云南、印度阿萨姆邦、孟加拉、喜马拉雅东部、尼泊尔、喜马拉雅西部、缅甸、寮国及泰国。